# ボット (ゲーム)
ボット（Bot）とは、FPSやMMORPGなどで使われるAIプレイヤーのことである。ロボットの略称。
ボットはサーバ側で動作するものとクライアント側で動作するものに区別することができる。パソコン用ゲームの世界では、1990年代末ごろFPSゲームの隆盛とともに、この略称が使用されるようになった。

## サーバBOT
サーバ側のボットは、本来オンラインゲームなどの複数のプレイヤーによって遊ぶゲームで、プレイヤーの数を補ったり、あるいはオフラインであたかも人間のプレイヤーを相手にしているかのように遊ぶためのものである。1990年代末頃に隆盛し、『Quake III』や『Unreal Tournament』といったFPSゲームでは、パッケージに予めメーカー製の公式ボットが搭載されていた。また、メーカーよりボットの開発環境が公開され、ユーザーコミュニティでは様々な高性能ボットの開発が競われた。アメリカでは雑誌社主催のボットコンテストが開催されるなど、パソコンゲームMod文化の一翼を担う健全な娯楽のひとつであった。

## クライアントBOT
クライアント側のボットとは、主にオンラインゲームのマルチプレイヤーゲームにおいて、本来プレイヤーが行う操作（射撃・攻撃・回復など）をプレイヤーに代わって行うものである。たいていの場合において、経験値を溜めるための狩りなどといった単純作業や繰り返し作業など、地道かつ時間を要し、あまりプレイヤーがやりたいと思わない作業・行為を代行させるため、その楽をして得をとろうとする姿勢や、他者の迷惑となったりゲームバランスを破壊しかねない存在となることから、プレイヤーからは規約違反に該当しない場合でも非難の対象とされることが多い。
画像やパケットなどによる判定を行わずに、単純にマウス操作やキーボード操作を繰り返すだけのマクロは、ボットではなく寝マクロと呼ばれることが多い。また、ボットを使用する者をBOTTER（ボッター）と称する事が多い。
ボットの使用を巡る問題点としては、主にRMT業者が電気通信事業法を無視し、不正に設置したサーバなどからゲーム運営企業のサーバ群に対しパケットを送信、信用毀損罪・業務妨害罪に抵触しつつも不正に利益を得る事例が顕著である。中にはインターネット上でプログラムが公然と売買されているものもある。また公認RMTを行っている運営会社等で公式製チートツールを配布したり、意図的に公式製ボットを流し、利益を得ている場合もある。或いは、配布したボットにトロイの木馬を仕込んでおき、知らずに使用したユーザーのIDとパスワードや個人情報を盗んでアカウントハックをするというケースも存在する。
過去に成功を収めた一部のオンラインゲームの中にすら、不正なボットやチートの蔓延によってサーバに過剰な負担が掛かりデータトラブルが続発したり、正規のユーザーのプレイが阻害されるなどした結果、不満を抱いたライトユーザーたちに見捨てられたり、各所でプレイモラルの崩壊が起きたりゲーム内の経済・物価が事実上破綻するなど、ボットの跳梁跋扈により現在では末期的な様相を呈しているものが少なからず見られている。また、ユーザーがボットを使用しない事を前提とした基本設計を行っている多数のゲーム運営会社・製作会社は、ボットの存在によりユーザーのプレイスタイルの把握が困難になったり、ゲーム内のバランス設定や経済システムの維持が困難になるなどの被害もあり、ボットの使用を禁止している場合が多い。だが、結局のところ、運営会社がボットの蔓延を食い止められなかった、あるいはボットを放置した事がゲームバランスのみならず、ゲーム性というそれ自体の事実上の喪失にまで繋がっているケースは少なからず見られる。
さらに進んで、システムの根本や重要な部分で陣営間の勢力争いの構図が作られているオンラインゲームでは、ライバル陣営にボットを大量に配置することでライバル陣営のプレイヤーたちの狩場や狩りの機会を奪い、さらにはプレイ意欲を喪失させ、あげくにはそのボット達の狩りの利益を横流しさせて自陣営側の活動を有利に進めようとするなどの行為も行われており、この様な一部のプレイヤーによる自己の利益のための行為で、ゲームそのものが成立できなくなりつつある状況すらもが見られている。
加えて、「ゴーストリプレイ」などの、ボットをユーザー側で自由に作れるようなソフトウェアも販売されている。これらを用いれば以前のようなプログラミングの高度な技術が不要となり、ライトユーザーでも手軽にボットを作成・運用できるようになったことで、ボットの蔓延に拍車が掛かっている。最近では不正ボットに対抗する一般ユーザーが、自身の手で効率よくボットを排除するために「正義ボット」などの名目でボットを使用するという悪循環すらもが見られる様になっている。
この様な不正行為目的のボットの氾濫によって深刻な事態に陥った事で話題となったタイトルは、『ラグナロクオンライン』『リネージュ』『リネージュII』『テイルズウィーバー』等、主に韓国製のMMORPGを中心に数多く存在している。これら以外でもボットの横行を食い止めるために、運営チーム・ゲームマスターの人的リソースの少なからぬ割合をボット対策に費やさなければならない状況に追い込まれたタイトルは、日本国内外を問わず数多い。
また、国を問わずコンピューターゲーム業界が人材の流動・消長盛衰の激しい業界体質であることや、特にオンラインゲーム大国である韓国で制作されているタイトルでは社内問題や開発・運営の方針を巡る労使間の対立による開発スタッフ・運営スタッフの総入れ替えや全員解雇などの事態がときおり見られること、ゲーム運営会社によるシステムチェックや監視の網を完全にくぐり抜けたり監視の穴を衝く巧妙なギミックが施されたボットが多く見受けられることなどもあって、真偽はまた別としても、数多くのオンラインゲームのボットプログラムで、そのターゲットとしているオンラインゲームの運営の中枢にいる技術スタッフ、あるいは開発や運営に携わった元関係者などの、極めて詳細な開発情報や運営システムを知る人物が裏側で制作に関与しているのではないか、などという疑念が絶えない状況がある。